# 30 الحمل Bb
30 الحمل Bb هو كوكب خارج المجموعة الشمسية يقع على بعد يقدر بحوالي 129 سنة ضوئية في كوكبة الحمل يدور حول نجم النسق الأساسي 30 الحمل B من الفئة F ضمن نظام نجمي رباعي . كتلة هذا الكوكب الدنيا تقارب 10 مرات كتلة كوكب المشتري. ولأن الميل غير معروف، فكتلته الحقيقية غير معروفة. يدور الكوكب حول النجم 30 الحمل B على بعد 0.995 وحدة فلكية فقط (أو 700,000 كم) أقرب إلى النجم الأم من قرب الأرض إلى الشمس، ولكن الانحراف المداري لة أعلى بكثير بالمقارنة مع الأرض. في الحضيض، أقرب مسافة إلى النجم يكون الكوكب على بعد 0.708 وحدة فلكية وهذا أقرب قليلا إلى النجم من قرب كوكب الزهرة إلى الشمس. وفي الأوج، أبعد مسافة من النجم يكون الكوكب على بعد 1.283 وحدة فلكية أكثر من منتصف الطريق بين مداراي الأرض والمريخ.
تم اكتشاف هذا الكوكب الغازي العملاق في يوم الجمعة 27 نوفمبر 2009 باستخدام طريقة السرعة الشعاعية من محززة درجية مثبتة في تلسكوب ألفريد-جينش في مرصد كارل شوارزشيلد.